# Pericosmidae
De Pericosmidae zijn een familie van zee-egels (Echinoidea) uit de orde Spatangoida.

## Geslachten
- Faorina Gray, 1851
- Pericosmus L. Agassiz, 1847